# HD281886
HD281886 є хімічно пекулярною зорею спектрального класу
F0 й має видиму зоряну величину в смузі V приблизно  8,9.